# Jewgeni Alexandrowitsch Romankewitsch
Jewgeni Alexandrowitsch Romankewitsch (russisch Евгений Александрович Романкевич, wiss. Transliteration Evgenij Aleksandrovič Romankevič, auch Evgenii  (A.) Romankevich, oft nur E. A. Romankevich; * 20. März 1931 in Moskau) ist ein russischer Geophysiker und Meeresforscher.
1988 schätzte er die globale Biomasse auf 750e15 g gebundenen Kohlenstoff.

## Werke (Auswahl)
Bücher
- Geochemistry of Organic Matter in the Ocean. Springer, Berlin 1984, ISBN 3-540-12754-2 (engl.).
- mit Alexander A. Vetrov: Carbon cycle in the Russian Arctic seas. Springer, Berlin 2004, ISBN 3-540-21477-1 (engl.).

Zeitschriften
- Earth living matter (biogeochemical aspects). In: Geokhimiya. Bd. 2, 1988, S. 292–306.